# Матова, Александра Константиновна
Александра Константиновна Матова (1889—1967) — русская и советская оперная артистка (лирико-драматическое сопрано) и вокальный педагог. Заслуженная артистка РСФСР (1933).

## Биография
Родилась 4 (16) мая 1889 года в Смоленске в семье военного.
По окончании Калужской женской гимназии, с 1906 года, обучалась в Московском музыкально-драматическом училище у Е. Терьян-Коргановой. Затем вслед за педагогом переехала в Петербург, где в 1913 году окончила Петербургскую консерваторию.
Дебютировала в 1913 году в Одессе в партии Брунгильды в опере «Валькирия» Рихарда Вагнера (антреприза А. Сибирякова). В 1914—1916 годах Матова выступала в московском Сергиевском Народном доме. В 1916—1941 годах была солисткой московского Большого театра, периодически выступая в Ленинграде. В 1929 году записывалась на грампластинки фирмы «Музтрест».
Певица вела также концертную деятельность, гастролируя во многих городах СССР. С 1938 года занималась преподаванием: в 1941—1948 годах — педагог-вокалист в московском Большом театре, в 1948—1967 годах — педагог вокального класса Дома культуры Московского университета.
Умерла 15 марта 1967 года в Москве.

## Награды
- Заслуженная артистка РСФСР (1933)
- Орден «Знак Почёта» (02.06.1937) — за выдающиеся заслуги в деле развития оперного и балетного искусства